# Neolepidotrochus
Neolepidotrochus is een geslacht van zeekomkommers uit de familie Myriotrochidae.

## Soorten
- Neolepidotrochus kermadecensis (Belyaev, 1970)
- Neolepidotrochus novaeguinensis (Belyaev & Mironov, 1980)
- Neolepidotrochus parvidiscus (Belyaev & Mironov, 1980)
- Neolepidotrochus pawsoni (Belyaev & Mironov, 1980)
- Neolepidotrochus variodentatus (Belyaev & Mironov, 1978)